# Престо
Престо је службена столица на којој седи монарх приликом јавних свечаности. „Престо“ се метафорички користи за монархију, односно за власт која произлази од краљевског наслова, па „засести на престо” значи „доћи на власт“ или бити проглашен владаром.